# Весёлая (Краснодарский край)
Весёлая — станица в Павловском районе Краснодарского края, образует Веселовское сельское поселение.

## География
Станица расположена на берегах речки Весёлая (приток Еи), в 27 км восточнее районного центра — станицы Павловской.

## История
Основана как хутор Новоелисаветинский в 1882 году на дополнительном земельном наделе станицы Елизаветинская. Населённый пункт преобразован в станицу в 1908 году.

## Население
| 2002  | 2010  | 2012  | 2013  | 2014  | 2015  | 2016  |
| ----- | ----- | ----- | ----- | ----- | ----- | ----- |
| 2024  | ↗2110 | ↘2084 | ↗2087 | ↘2077 | ↗2133 | ↘2128 |
| 2017  | 2018  | 2019  | 2020  | 2021  | 2023  |       |
| ↘2113 | ↗2126 | ↘2116 | ↘2109 | ↘1992 | ↘1911 |       |

## Известные жители и уроженцы
- Манько, Лидия Николаевна (1928—1997) — Герой Социалистического Труда.